# 2018年10月中国大陆

## 10月1日
- 中国中央电视台4K超高清频道于上午10点正式启播[1]。

## 10月2日
- 福建一男子在网络上购买4cm枪形钥匙扣，被辽宁省鞍山市警方跨省追捕。网传片段显示钥匙扣的威力在特定条件下，能够击穿铁桶。而警方出具的中国刑事警察学院物证鉴定中心鉴定报告，认定钥匙扣具有射击功能[2][3][4]。

## 10月3日
- 新华社发表消息，称国家税务总局已将范冰冰偷税漏税事件调查清楚，追缴税款、罚款总额高达8.83亿元人民币。报道后，从公众视线中“失踪”123天的范冰冰首度公开发声，为逃税行为道歉，接受税务机关处罚。

## 10月5日
- 法國警方於該日披露，居住在里昂的國際刑警組織主席、中國公安部副部長孟宏偉之妻報案稱孟於9月底回中國後失蹤，現當地警方正在調查此事[5]。

## 10月6日
- 山东省平度市警方下午3時左右調集特警到場施放催淚彈驅散聚集3天的退伍維權軍人，有老兵用滅火器噴向特警還擊。事緣10月4日有38名老兵欲進京上訪遭政府人員攔截，遂轉往市政府門前靜坐，其後各省老兵相繼趕來加入靜坐。眾人就被毆打事件向政府討說法，談判後老兵不肯散去。[6]

2019年4月19日，山东省潍坊市潍城区人民法院对发生在山东平度的案件进行一审宣判，钟世峰、陈军、王秀启犯聚众扰乱社会秩序罪和妨害公务罪，数罪并罚，分别决定执行有期徒刑三年至六年；被告人于有峰、王绪章犯聚众扰乱社会秩序罪，分别判处有期徒刑四年、三年六个月；被告人郝东代、杨小青、葛德高、张善岩犯妨害公务罪，分别判处有期徒刑二年至二年六个月，其中杨小青缓刑三年，张善岩缓刑三年。

## 10月7日
- 四川省達州市達川區發生路陷事故，一對年輕夫妻及一對父子被沙泥掩埋後身亡[7]。

## 10月13日
- 廣州市公安局再次通報女律師孫世華遭荔灣區華林街派出所民警施暴羞辱一事，指監控視頻顯示涉事警察不存在相關行為。廣州市律師協會隨後發表的聲明，也承認警察沒有相關行為。孫世華對兩份聲明表示不服，堅持自己的指控[8]。

## 10月14日
- 网络直播平台虎牙主播“莉哥”杨凯莉在直播时用手比划着哼唱国歌，被上海市公安局以违反《中华人民共和国国歌法》为由处以5日行政拘留[9]。

## 10月15日
- 江苏扬州杭集镇中心广场，拆迁队早上在清拆一店铺时，闻讯赶到的店东夫妇被大量拆迁人员包围与拉扯，有拆迁人员手持木棍。男店主被二三十人拿军大衣围起来摁在地上群殴。男店主后挣脱上车，在多人用砖块石头打砸车辆期间，车辆启动撞向拆迁队。扬州市委宣传部发布通报称，事件造成1死9伤。男店主事后被控制，公安机关正在调查[10]。

## 10月18日
- 中央外事工作委员会办公室主任杨洁篪在俄罗斯索契出席瓦尔代国际辩论俱乐部年会外交议题讨论会并发表讲话[11]。

## 10月20日
- 山東省鄆城縣一處煤礦場晚間發生「衝擊地壓」事故，造成22人被困，已知2人獲救、2人死亡[12][13]。

## 10月24日
- 港珠澳大橋正式開通，來往香港至澳門或珠海車程縮短至只需45分鐘。[14]

## 10月25日
- 日本内阁总理大臣安倍晋三应中国国务院总理李克强邀请正式访问中国，是相隔7年再有日本首相到访中国，並在釣魚臺國賓館會見國家主席習近平。[15]

## 10月26日
- 重庆市巴南区一幼儿园发生砍人事件，14名幼童受伤。[16]

## 10月28日
- 重慶市萬州區一輛公交車在長江二橋行駛時，與小轎車發生碰撞後墜入江中，至少造成兩名乘客遇難[17][18]。
- 网传“G1402次列车发生疑似猥亵女童”视频于11月迎来了官方的调查报告。[19][20]

## 10月29日
- 中国医学科学院阜外医院发布消息，关注该院孙姓医生27日被困塞班后，在微博吐槽大使馆不如《战狼》所宣称协助中国公民。医院声称多部门将联合约谈该医生并跟进处理其发表言论的事务[21]。